# Полтавская мужская гимназия
Полтавская мужская гимназия — среднее общеобразовательное заведение в Российской империи. Находилась в Полтаве на Почтамтской улице.

## История
Четырёхклассная Полтавская гимназия была торжественно открыта 2 февраля 1808 года — первоначально в составе только двух классов, в которые было зачислено 30 учеников; в течение первого учебного года было принято ещё 17 человек, в августе 1809 года — ещё 19.
Первым директором гимназии стал И. Д. Огнев, попечителем — В. П. Кочубей.
Первоначально гимназия была размещена в деревянном доме, приобретённом у местного врача И. Д. Тишевского; в 1822 году она была перемещена в здания почтамта, переведённого в Чернигов.
В 1831 году гимназия была преобразована в семиклассную, а её директором назначен князь Цертелев; с 1838 года директором училищ Полтавской губернии и Полтавской гимназии стал С. В. Капнист. В 1831—1865 годах гимназия ежегодно выпускала по З0 человек.
В 1841 году, 6 декабря, при гимназии был открыт благородный пансион, а в 1861 году — таксаторское училище.
В разное время в гимназии преподавали Ф. Н. Попадич, П. И. Бодянский, Л. И. Боровиковский, О. И. Стронин, А. В. Едличка, Е. П. Стеблин-Каменский.
В 1861 году Первая мужская гимназия Александра I разместилась в специально построенном для неё здании.
В 1864 году количество учеников достигло 470 человек.
После 1917 года гимназия была преобразована в трудовую школу, а в 1924 году сменила название на Школу им. А. В. Луначарского. С 1990-х годов — Полтавская специализированная школа № 3.

## Директора гимназии
- 1808—1831: Огнев, Иван Дмитриевич
- 1850—1855: Глушановский, Антон Андреевич
- 26.04.1857—1874: Кулжинский, Леонтий Иванович
- 17.08.1874—1876: Шульженко, Николай Михайлович
- 04.11.1876—1884: Шафранов, Семён Николаевич
- 06.10.1884—1903: Марков, Иван Дмитриевич
- 01.07.1903—1907: Зеленецкий, Евгений Николаевич
- 13.11.1909—1916: Раич, Михаил Георгиевич

## Учащиеся гимназии
Среди воспитанников гимназии было немало известных личностей. В Полтавской гимназии начинал учиться Николай Васильевич Гоголь; после двух лет обучения в первом классе гимназии, в 1821 году, его перевели в Нежинский лицей.
В Полтавской гимназии первоначальное образование также получали: М. В. Остроградский (в 1814—1817?), Л. И. Глебов (в 1845—1847), М. П. Драгоманов (в 1853), В. П. Горленко.
Среди выпускников были:
1827
- Яков Костенецкий

1852
- Фёдор Гарнич-Гарницкий

1853
- Александр Котляревский

1855
- Яков Бекман

1856
- Андрей Шимков

1858
- Михаил Старицкий

1867
- Леонид Позен

1870
- Иван Павловский

1874
- Пётр Думитрашко (золотая медаль)

1876
- Николай Пильчиков

1878
- Василий Клячин (серебряная медаль)

1881
- Алексей Гуляев (золотая медаль)

1882
- Генрих Слиозберг

1883
- Идель Гранат

1885
- Владимир Самойленко

1890
- Сергей Буда

1897
- Владимир Пичета

1902
- Виктор Андриевский
- Алексей Соколовский

1916
- Степан Скрыпник

См. также: Выпускники Полтавской гимназии